# Robert Fleck
Robert Fleck (Glasgow, 11 agosto 1965) è un allenatore di calcio ed ex calciatore scozzese, di ruolo attaccante.

## Palmarès

### Giocatore

#### Competizioni nazionali
- Campionato scozzese: 1

Rangers: 1986-1987
- Coppa di Lega scozzese: 2

Rangers: 1986-1987, 1987-1988

#### Individuale
- Miglior giovane dell'anno della SPFA: 1

1986-1987

### Allenatore

#### Competizioni regionali
- Norfolk Senior Cup: 3

Gorleston: 2000-2001
Diss Town: 2002-2003, 2004-2005